# Clássico Norte-Sul
Clássico Norte-Sul é um dos clássicos do futebol de Tocantins, denominando assim por causa da rivalidade do Araguaína Futebol e Regatas que fica na parte Norte do estado e do Gurupi Esporte Clube que fica na Região Sul do estado.

## História
O confronto entre  os clubes das cidades de Gurupi e Araguaína deu início na década de 70 com o extinto Araguaína FC e Gurupi, na década de 90 o time do Araguaína se desfiliou-se da FTF, sendo fundado um novo clube o Araguaína Futebol e Regatas que foi campeão estadual na década de 2000, essas duas equipes protagoniza o Clássico Norte-Sul.
O primeiro confronto ocorreu em 1997 jogo válido pelo Tocantinense de 1997 pelo Primeiro Turno, jogando em Araguaína no Gauchão, o primeiro capítulo do clássico ficou no empate em um á um.

## Maiores goleadas
- Partidas entre Araguaína e Gurupi são disputadas no Estádio Mirandão ou Estádio Resendão.

Não se tem dados de jogos anteriores ao ano de 1997 quando o Araguaína FR se chamava Araguaína FC, portanto considerasse apenas os jogos a partir de 1997.
1. Araguaína 5-0 Gurupi, 1 de maio de 2009, Campeonato Tocantinense
2. Gurupi 1-4 Araguaína, 28 de maio de 2005, Campeonato Tocantinense
3. Araguaína 4-2 Gurupi, 7 de abril de 2002, Campeonato Tocantinense
4. Araguaína 2-4 Gurupi, 18 de junho de 2005, Campeonato Tocantinense
5. Araguaína 4-2 Gurupi, 13 de junho de 2009, Campeonato Tocantinense

## Confrontos
| Vitórias do Araguaína | Empate | Vitórias do Gurupi |

### Anos 2000
| Data                | Torneio           | Estádio  | Público | Casa      | Visitante | Placar | Gols (casa) | Gols (visitante) |
| ------------------- | ----------------- | -------- | ------- | --------- | --------- | ------ | ----------- | ---------------- |
| 13 de junho de 2009 | Tocantinense 2009 | Mirandão |         | Araguaína | Gurupi    | 4–2    |             |                  |
| 6 de junho de 2009  | Tocantinense 2009 | Resendão |         | Gurupi    | Araguaína | 3–1    |             |                  |
| 1 de maio de 2009   | Tocantinense 2009 | Mirandão |         | Araguaína | Gurupi    | 5–0    |             |                  |
| 18 de março de 2009 | Tocantinense 2009 | Resendão |         | Gurupi    | Araguaína | 2–1    |             |                  |
| 7 de junho de 2007  | Tocantinense 2007 | Resendão |         | Gurupi    | Araguaína | 3–1    |             |                  |
| 3 de junho de 2007  | Tocantinense 2007 | Mirandão |         | Araguaína | Gurupi    | 3–2    |             |                  |
| 4 de março de 2006  | Tocantinense 2006 | Mirandão |         | Araguaína | Gurupi    | 1–2    |             |                  |
| 18 de junho de 2005 | Tocantinense 2005 | Gauchão  |         | Araguaína | Gurupi    | 2–4    |             |                  |
| 28 de maio de 2005  | Tocantinense 2005 | Resendão |         | Gurupi    | Araguaína | 1–4    |             |                  |
| 12 de maio de 2005  | Tocantinense 2005 | Resendão |         | Gurupi    | Araguaína | 0–1    |             |                  |
| 13 de abril de 2005 | Tocantinense 2005 | Gauchão  |         | Araguaína | Gurupi    | 1–1    |             |                  |
| 7 de março de 2004  | Tocantinense 2004 | Gauchão  | 996     | Araguaína | Gurupi    | 1–0    |             |                  |
| 17 de maio de 2002  | Tocantinense 2002 | Resendão |         | Gurupi    | Araguaína | 1–0    |             |                  |
| 7 de abril de 2002  | Tocantinense 2002 | Gauchão  |         | Araguaína | Gurupi    | 4–2    |             |                  |

### Anos 1990
| Data               | Torneio           | Estádio  | Público | Casa      | Visitante | Placar | Gols (casa) | Gols (visitante) |
| ------------------ | ----------------- | -------- | ------- | --------- | --------- | ------ | ----------- | ---------------- |
| 8 de junho de 1997 | Tocantinense 1997 | Resendão |         | Gurupi    | Araguaína | 2–1    |             |                  |
| 18 de maio de 1997 | Tocantinense 1997 | Gauchão  |         | Araguaína | Gurupi    | 2–2    |             |                  |

## Títulos

### Quadro comparativo
Atualizado até 2017.
| Competição               | Araguaína FR | Gurupi EC |
| ------------------------ | ------------ | --------- |
| Campeonato Tocantinense  | 2            | 6         |
| Segunda Divisão          | 2            | 0         |
| Tocantinense de Juniores | 2            | 2         |
| Total                    | 6            | 8         |

## Links
- No clássico norte-sul, Araguaína leva a melhor, 1 x 0 em cima do Gurupi
- Gurupi x Araguaína, o clássico que promete
- Clássicos agitam a rodada
- No clássico norte-sul, Araguaína leva a melhor, 1 x 0 em cima do Gurupi
- Gurupi x Araguaína, o clássico que promete